# Тумефактивна мултипла склероза
Тумефактивна мултипла склероза (акроним ТМС) је стање у којем централни нервни систем особе има вишеструке демијелинизирајуће лезије са атипичним карактеристикама за оне код стандардне мултипле склерозе (МС). Назива се тумефактивним јер су лезије „сличне тумору“ и имитирају туморе клинички, радиолошки, а понекад и патолошки.
Ове атипичне карактеристике лезије укључују велику интракранијалну лезију величине већу од 2,0 цм са ефектом масе, едемом и повећањем отвореног прстена. Масовни ефекат је ефекат масе на околину, на пример, вршење притиска на околну мождану материју. Едем је накупљање течности у можданом ткиву. Обично је појачање прстена усмерено ка површини кортекса. Тумефактивна лезија може да опонаша малигни глиом или церебрални апсцес који изазива компликације током дијагнозе тумефактивне МС. Т2-хипоинтенсни обод и непотпуно појачање лезија на пост-гадолинијумским Т1-пондерисаним сликама на МРИ мозга омогућавају тачну дијагнозу тумефактивне мултипле склерозе.
Тумефактивна мултипла склероза је демијелинизујућа и инфламаторна болест. Мијелинизација аксона је веома важна за сигнализацију јер то побољшава брзину провођења акционих потенцијала од једног аксона до другог. Ово се постиже формирањем мијелинских омотача високе отпорности и ниске проводљивости око аксона од стране специфичних ћелија званих олигодендроцити. Као такав, процес демијелинизације утиче на комуникацију између неурона и то последично утиче на нервне путеве које контролишу. У зависности од тога где се демијелинизација одвија и њене тежине, пацијенти са тумефактивном МС имају различите клиничке симптоме.
Болест се може лечити, али она се временом погоршава, и понекад може довести до фаталних здравствених стања.

## Опште информације
Тумефактивна МС је ретка врста болести која изазива раст налик тумору у мозгу. Симптоми су слични онима који се манифестују код тумора на мозгу . Временом се обично претвара у релапсно-ремитентну МС (са епизода (повратак), а затим оздрављења (мировања).
Обично се тумефактивна демијелинизирајућа лезија појављује заједно са мањим дисеминираним лезијама одвојеним у времену и простору, што даје дијагнозу мултипле склерозе. Отуда назив тумефактивна мултипла склероза. Када се демијелинизирајућа лезија појави сама, назива се солитарном склерозом. Ови случајеви припадају граничним облицима мултипле склерозе и тренутно не постоји универзални став о томе како их треба разматрати.
Данас се ТМС сматра засебним ентитетом, који лежи на спектру између мултипле склерозе и постинфективне демијелинизације (акутног дисеминованог енцефаломијелитиса (АДЕМ)).
У почетку се чини да је ово непотребно компликована и педантна разлика, међутим, ово је потенцијално важно јер пацијенти који имају тумефактивну демијелинизирајућу лезију обично не напредују у мултиплу склерозу.  Поред тога, могу постојати хистопатолошке разлике између ТМС и тумефактивних плакова мултипле склерозе, односно присуство израженијег оштећења аксона.

## Епидемиологија
Отприлике 2 милиона људи у свету пати од мултипле склерозе. Случајеви тумефактивне мултипле склерозе чине 1 до 2 од 1.000 случајева мултипле склерозе. То значи да само око 2.000 људи у свету пати од тумефактивне МС. 
Полне разлике
Од свих случајева ТМС, већи је проценат оболелих жена него мушкараца. На основу епидемиолошких студија, има око 3 пута више жена оболелих од МС него мушких пацијената, што указује на могућност повећаног ризика због хормона.
Старост
Средња старост почетка болести  је 37 година.
Раса и распрострањеност
Као и у општој МС, постоје разлике у погледу етничке припадности и географске локације.   Међу различитим етничким групама, МС је најчешћа међу белцима и чини се да има већу учесталост на географским ширинама изнад 40° у поређењу са екватором. Иако су ове асоцијације направљене, још увек је нејасно како оне доводе до повећаног ризика од појаве МС.

## Етиологија
За  тумефактивну мултиплу склерозу са сматра де је  инфламаторна демијелинизирајућа болест, у којој  имуни систем пацијента грешком напада сопствено тело, и у њему разграђује масни, заштитни слој који покрива нерве око пацијентовог мозга, кичме и очију, и тако доводи до оштећења нерава који нису у стању да  функционише на прави начин. Лезије и симптом МС, су резултат неисправног имунолошког одговора који узрокује упалу и уништавање мијелинског омотача.
Такође је познато  да се ризик од добијања МС повећава ако од ње болује један од пацијентових родитеља. Али је непозаница  шта узрокује општу мултиплу склерозу или њен тумефактивни облик.

## Клиничка слика
Симптоми тумефактивне мултипле склерозе (који се често разликују од симптома опште мултипле склерозе), могу се манифестовати као: 
- Збуњено размишљање
- Проблеми у разговору или разумевању других
- Општа слабост
- Напади
- Главобоље.

## Дијагноза
Дијагноза се поставља на основу историје болести, клиничких симптома  неуролошког прегледа преглед и имиџинг тестова.
Симптоми тумефактивне МС често изгледају као симптоми других стања, попут тумора мозга. Зато лекар мора да се увери да није нешто друго, најчешче захтева;
- скенирање кичмене мождине и мозга магнетном резонанцом (МРИ) како би потражио необичне израслине (тумефакте).

- преглед ликвора

- једнофотонску емисиону компјутерску томографија (СПЕЦТ)
- тестови нервних функција
- тестове крви.

Ако и даље не могу да схвате шта се дешава, лекар ће урадити биопсију малог дела  израслине и погледати је под микроскопом.  Ова врста биопсије може бити ризична јер се израслина налазу у пацијентовом мозгу.
Често ће особа са тумефактивном МС развити релапсно -ремитентну МС (РРМС), која је најчешћи тип МС. Тада ће пацијент доживети периоде када се симптоми погоршавају, након чега следи период опоравка.

## Диференцијална дијагноза
Током дијагнозе, као и тумор  мозга или мождани апсцес, тумефактивна МС може личити на туберкулом, примарни Сјогренов синдром, саркоидозу или друга инфламаторна или инфективна стања.
Демијелинизација се може јавити код различитих стања, а тумефактивна демијелинизација може личити на туморе или друга медицинска стања.

## Терапија
У ретким случајевима пацијент нема никаквих симптома  тумефактивне МС. У том случају, лекар може одлучити да сачека и види шта ће се у нардном периоду десити.
Међутим, раст тумефаката обично изазива симптоме због њихове величине. Не постоји специфичан третман за тумефактивну МС, већ се у цуљу лечења  користе кортикостероиде, као што је метилпреднизолон, да ублажи упалу.
Ако то не успе, можда се покушати са разменом плазме, у којој се вршин замена пацијентове плазме плазмом донора. Овом терапијом организам болесника се ослобађа протеина званих аутоантитела која нападају његов имуни систем и изазивају болест. 
У терапији се може применити и  ритуксимаб  (који се користи за лечење карцинома и леукемија),  који циља  имуни систем.  

## Прогноза
Тумефактивна МС је ретко стање (које укључује велике лезије на мозгу особе које могу да личе на тумор), за које не постоји адекватан лек, већ болест лечи симптоматски од случаја до случаја, па је и прогноза таква.